# Emil Zilliacus

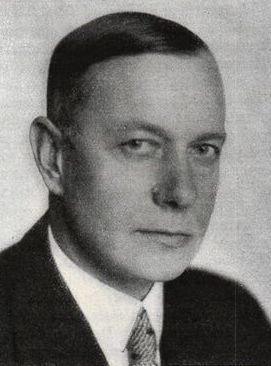
Emil Zilliacus

Gustaf Emil Zilliacus (* 1. September 1878 in Tammerfors; † 7. Dezember 1961 in Helsinki) war ein finnlandschwedischer Poet, Schriftsteller, Literaturwissenschaftler und Übersetzer klassischer Literatur.

## Leben
Zilliacus wuchs in Viborg als Sohn von Mauritz Emil und Mathild Wilhelmina Zilliacus auf und besuchte das finnische Gymnasium der Stadt, da sein Interesse der Antike galt. 1896 begann er Literaturgeschichte zu studieren und legte 1900 das Philosophieexamen ab. In seiner Jugend engagierte sich Zilliacus im Kreis um Euterpe und war an der Gründung der Zeitschrift Argus beteiligt, für die er von 1911 bis 1933 als Chefredakteur und bis 1945 als Redaktionsmitglied arbeitete. 1905 erwarb er den Doktortitel mit einer Abhandlung über Den moderna franska poesin och antiken (Die moderne französische Poesie und Antike) und arbeitete als Dozent für Literaturgeschichte an der Universität Helsinki von 1907 bis 1943.
Als ökonomisch Unabhängiger konnte sich Zilliacus vor seiner Karriere der Dichtung widmen. Er unternahm verschiedene Studienreisen, die vor allem nach Griechenland und Rom sowie andere Großstädte Europas führten. Als Künstler debütierte er 1915 mit Offereld. 1940 wurde er Honorarprofessor und arbeitete von 1943 bis 1945 als Gastprofessor des Lehrstuhles für Literatur der Antike an der Universität Helsinki.
1929 und von 1933 bis 1935 war er Wortführer des Finnisch-Schwedischen Schriftstellerbundes und des Nordischen Literaturrates.
Zilliacus war mit Ingrid Wegelius verheiratet und Vater von zwei Söhnen, Henrik und Benedict.

## Schriftstellerische Tätigkeit
Vaterlandsliebe und die Hingebung für die klassische Kultur waren zwei Richtlinien in Zilliacus' Lebenswerk. Die karelische Heimat setzte ihre Prägung in seinen Erfahrungen.
Zilliacus ist in seiner Poesie stark von der Antike beeinflusst worden. Die Dichtungen zeichnet eine beherrschte Form, elegante Ausgestaltung und ein enthaltsamer Ton aus. Das Ideal des Klassischen Humanismus', das starke Gefühl für das Maßvolle, das Ordnende, das Klare und Durchsichtige zeigen sein Zuhause in der antiken Welt. Er besaß eine Unschuld, die ihn vom dionysischen Zug der klassischen Poesie wegsehen ließ, vom Wilden und Ekstatischen, das beispielsweise bei Rabbe Enckell und Vilhelm Ekelund hervortritt. Ein Motiv der klassischen Literatur ließ ihn, als Viborger, sich selbst in den Hellenen wiedererkennen, die als Barbaren des Ostens angesehen wurden.
In seinen Werken beschreibt er oft Menschen in archetypischen Situationen. Sie sind zum großen Teil persönlich, aber in ihrer Form universell. Die Debütsammlung kam mit dem Hintergrund des Todes seines erstgeborenen zweijährigen Sohnes zustande. Die Ausarbeitung der Gedichte, die seiner Trauer eine allgemeingültige Form geben, war sein Weg, um sich mit dem Trauma zu versöhnen. Die Trauer und des Lebens harte Willkür trifft man unter anderem in der Werk Minnesaltaret wieder, dem der Tod seiner Ehefrau vorangegangen war. Der Verlust des Kareliens seiner Kindheit war auch ein harter Schlag, aber die Prüfungen wurden mit Gleichgültigkeit, Opferwillen, spiritueller Hoffnung und Mut erduldet. Den beherrschenden Stil romantischer Perspektive hat einen Teil der Kritiker als eine Schranke empfunden. Johan Wrede sieht die allzeit gültige und tröstende Ruhe als eine Stärke.
Zilliacus übersetzte die griechischen Tragödien und viele der klassischen Poesien ins Schwedische. Das antike Erbe vermittelt er auch in künstlerisch wertvollen Reiseschilderungen aus Griechenland und Rom, als auch in Essaysammlungen. Mit seiner schriftstellerischen Tätigkeit stimulierte er das Lesen klassischer Literatur in schwedischer Sprache und trug dazu bei, die geistige Werte zu vertiefen und wiederzuerobern, die verlorenzugehen drohten. V.A. Koskenniemi nannte ihn den letzten Hellenen.

## Werke
Lyrik
- Offereld (1915)
- Hellenika (1917)
- Sophokles (1919)
- I grottan (1920)
- Soluret (1926)
- Templet (1931)
- Minnesaltaret (1936)
- Vandring (1938)
- Finlands festspel. Ett knippe tidsdikter (1940)
- Silverhöst (1943)
- Xenion. Ett knippe tillfällighetsvers (1953)
- Hellas och Hesperien. Ett dikturval (1935)
- Brunnarna. Valda dikter 1915–1950 (1958)

Novellen
- Eldprov (1927) Pseud. Johan Alvik
- Karelare och annat folk (1934)

Übersetzungen
Aischylos
- Agamemnon (1929)
- Gravoffret (1929)
- Eumeniderna (försoningen) (1930)
- Fyra sorgespel (1948)
- Orestien I–III (1929–30)
- Prometheus (1931)
- Perserna (1934)
- De sju mot Thebe 1932
- De skyddssökande (1933)

Sophokles
- Konung Oidipus (1942)
- Oidipus i Kolonos (1945)
- Philoktetes (1947)
- Aias (1953)
- Elektra (1955)
- Kvinnorna från Trachis (1957)

Übrige
- Sonetter och sånger (1921)
- Grekiska epigram (1922)
- Menander: Skiljedomen (1943)
- Euripides: Trojanskorna (1953)
- Lukianos: Den narraktige boksamlaren (1948)
- Herondas: Mimer (1953)

Literaturwissenschaft
- Den moderna franska poesin och antiken (1905, diss.)
- Giovanni Pascoli et l’Antiquité. Étude de littérature comparée (1909)
- Grekisk lyrik (1911, rev. 1928)
- Lans och lyra. Litterära studier och kåserier (1933)
- Choros. Studier över grekisk körlyrik (1939)
- Eros och Eris. Studier i grekisk poesi (1948)
- Aischylos (1951)
- Xenion (1953)
- Vid brasan med Horatius (1953)

Reisebeschreibungen
- Pilgrimsfärder i Hellas (1923)
- Romerska vandringar och raster vid vinbrunnar och vattenfontäner (1924)
- Italienare (1930)
- Tempe och Thermopyle. Reisebilder (1937)

## Auszeichnungen
- Karl-Emil-Tollander-Preis 1918, 1930 und 1932
- Staatlicher Literaturpreis (Finnland) 1926 und 1936
- Lübecker Preis 1927
- Großer Preis der Schwedischen Akademie 1930
- Preis des Schwedischen Literaturbundes in Finnland 1937 und 1943
- Großer Preis des Samfundet De Nio 1940
- Großer Preis des Samfundet De Nio 1958
- Ehrendoktor der Hochschule Göteborg 1941 und Universität Oslo 1951